# Tavistock
Tavistock es una ciudad y una parroquia civil del distrito de West Devon, en el condado de Devon (Inglaterra). Según el censo de 2011, la parroquia civil de Tavistock tenía 12.280 habitantes. Está listado en el Domesday Book como Tavestoc/Tavestocha.
Su importancia minera ha hecho que forme parte del conjunto denominado Paisaje minero de Cornualles y el oeste de Devon, elegido Patrimonio de la Humanidad por la Unesco en 2006.
Es famosa por ser el lugar en el que nació Sir Francis Drake. Tiene una estatua erigida en su honor en Plymouth Road, y una réplica de la misma en Plymouth Hoe.